# Жената в бяло
 Жената в бяло (на английски: The Woman in White) е петият роман на Уилки Колинс, написан през 1859 г. и публикуван през 1860 г. Той се смята за един от първите тайнствени романи и е широко считан за един от първите (и най-хубавите) в жанра чувствени романи.
Историята понякога се смята за ранен пример на детективска фантастика или криминален роман с главен герой Уолтър Хартрайт, който използва много от техниките на по-късни частни детективи. Използването на многобройни разказвачи (включително почти всички главни герои) се основава на юридическото образование на Колинс и както посочва в предговора „историята, представена тук ще бъде разказана с повече от една писалка, тъй като историята на престъпление срещу законите се разказва в съда от повече от един свидетел“. През 2003 г. романът е поставен под номер 23 в „Топ 100 най-велики романи на всички времена“. По романа са нааправени няколко филма, още по време на нямото кино.